# Tribunals de la Cúria Romana
Els tribunals de la Cúria Romana o Tribunals ordinaris de la Seu Apostòlica, segons el catecisme catòlic, són les institucions amb què el Papa pot administrar la justícia, a més de fer-ho personalment o a través de jutges delegats. Els tres tribunals que reben aquesta denominació són la Signatura Apostòlica, el Tribunal de la Rota Romana i el Tribunal de la Penitenciaria Apostòlica, tot i que aquest últim no és pròpiament un òrgan de justícia perquè exerceix la seva jurisdicció sobre fur intern.